# Meir Kahane
Meir Kahane (en hebreo: מאיר דוד כהנא‎; Flatbush, Brooklyn, 1 de agosto de 1932 - Manhattan, 5 de noviembre de 1990) fue un rabino estadounidense-israelí ortodoxo, sionista y antiguo miembro de la Knéset.

## Infancia y juventud
Nació en Flatbush, Brooklyn en el seno de una familia de judíos ortodoxos. Recibió el nombre de Martin Baruch Kahane. Su padre, Yechezkel Shraga Kahane, nació en Safed y estudió en yeshivot de Polonia y de Checoslovaquia, tras lo que se trasladó a los Estados Unidos, donde fue rabino de dos congregaciones. 
Durante su adolescencia Meir conoció a Zeev Jabotinsky, que frecuentaba habitualmente su casa, y se adhirió a la organización Beitar, juventudes del movimiento del sionismo revisionista, el ala radical del movimiento sionista. En 1947, con quince años, Kahane fue detenido por primera vez por participar en una manifestación. 

## La Liga de Defensa Judía
En mayo de 1968 fundó con dos amigos la Jewish Defense League en los Estados Unidos, una organización paramilitar que pretendía combatir en el área metropolitana de Nueva York ataques de carácter antisemita cometidos por miembros de las Panteras Negras. Kahane tomó como modelo a los propios Panteras Negras al reclamar el surgimiento de un «poder judío». A comienzos de los años setenta, Kahane y la Jewish Defense League llevaron a cabo una campaña de atentados con bomba y desarrollaron una política de desobediencia civil para intentar obligar al gobierno de la Unión Soviética a que permitiese la salida de los judíos soviéticos. En julio de 1971, fue juzgado por violar la Ley Federal de Armas de Fuego y aceptó un acuerdo que lo condenaba a cinco años de libertad condicional. Dos meses después emigró a Israel junto a toda su familia.

## Kahane en Israel

### Comienzos en política
Poco después de volver a Israel, Kahane comenzó a involucrarse en la vida política del país. Al volver brevemente a los Estados Unidos es detenido por haber violado las condiciones de su prisión condicional y pasa un año en la cárcel.
En Israel fue el fundador del partido Kach, inicialmente denominado Liga de Defensa Judía - Israel, y comienza a lanzar una campaña racista contra la comunidad negra judía del país. No tarda mucho en cambiar el foco de sus ataques hacia la comunidad palestina, tanto dentro de Israel como en los territorios ocupados desde 1967. Kahane sería detenido varias veces por incitar a disturbios públicos. En sus primeras elecciones, en 1973, obtiene unos 13 000 votos (0,8% del total) y no logra un escaño en el parlamento de Israel. En las elecciones de 1977 y 1981 se redujo su apoyo a menos de 5.000 votos, quedando igualmente fuera del parlamento. En abril de 1982, en el marco de los Acuerdos de Paz de Camp David, Israel tuvo que evacuar los asentamientos construidos en territorio ocupado en la península del Sinaí. Algunos seguidores de Kahane se negaron a irse y amenazaron con suicidarse antes de permitir que les evacuasen. El primer ministro israelí, Menachem Begin, pidió entonces a Kahane que negociase con ellos, lo que aumentó la visibilidad y popularidad del propio Kahane en el país.
En 1984, el Comité Electoral Central de Israel prohibió la participación de Kach en las elecciones por haber pedido la expulsión de todos los ciudadanos árabes y drusos del país. Sin embargo, el Tribunal Supremo de Israel permitió su participación y recibió 26 000 votos, obteniendo un escaño que él mismo ocupó en el parlamento.

### En el parlamento

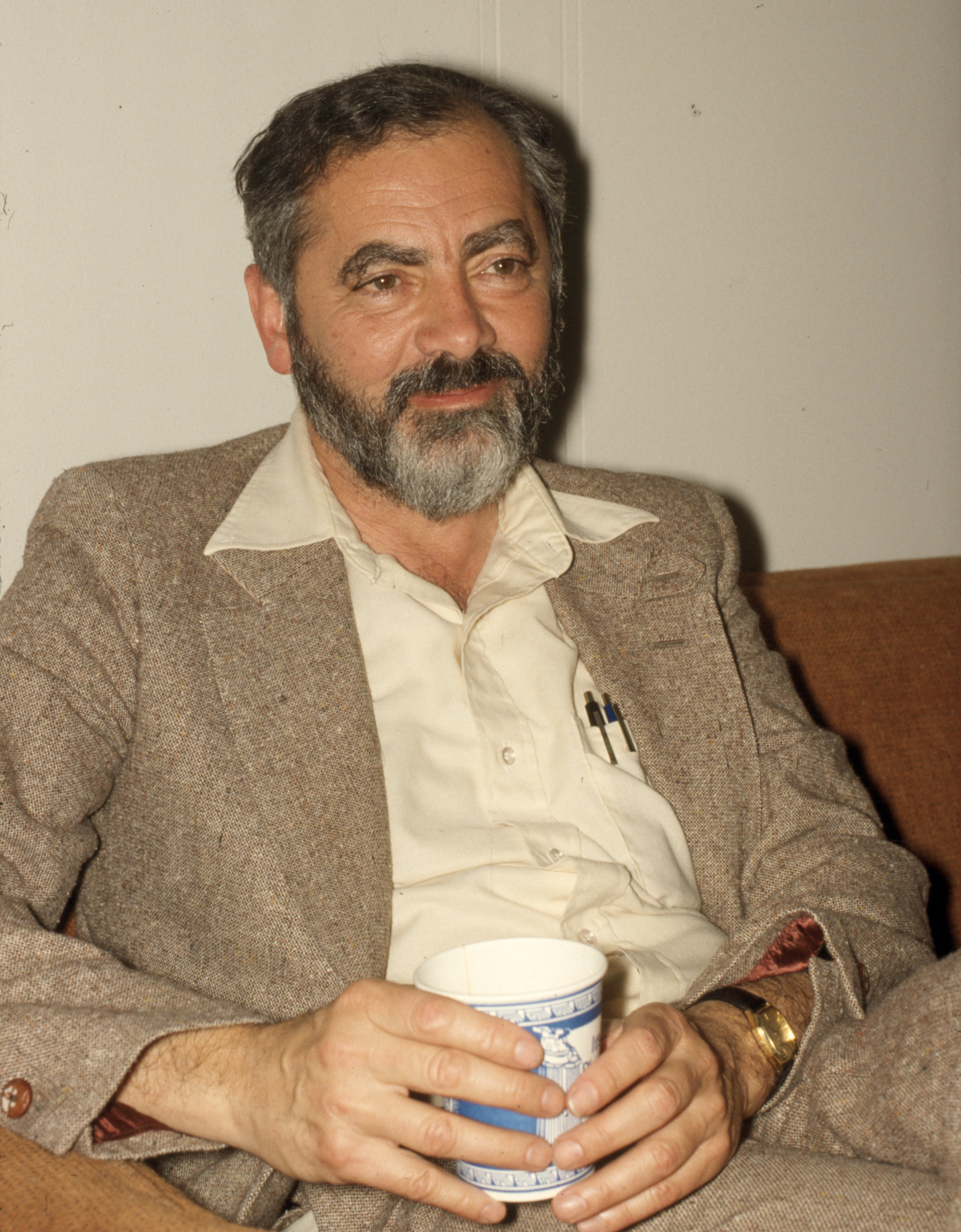
Meir Kahane en 1984.

Entre sus iniciativas parlamentarias, había proyectos de ley que pretendían ilegalizar el contacto sexual entre judíos y no judíos (incluidas penas de cárcel para los hombres árabes que mantuviesen relaciones con mujeres judías), retirar la nacionalidad israelí a personas que no fueran judías y expulsar a todos los palestinos de la propia Israel y de los territorios ocupados desde 1967. Poco después de su entrada en el parlamento, en 1985, el resto de partidos aprobaron una nueva ley que permitiría al Comité Electoral Central prohibir la concurrencia de un partido a las elecciones en casos de incitación al racismo. Cuando Kahane hablaba en el parlamento, el resto de diputados abandonaban sus escaños y lo dejaban solo.
Un mes después de su elección, Kahane trató de visitar la ciudad de Umm al-Fahm, cuya población es mayoritariamente palestina, para «animarlos» a emigrar del país, aunque la policía le impidió la entrada. En julio de 1988 fue expulsado del parlamento por haber mostrado una soga con un nudo corredizo a un parlamentario árabe-israelí.
Debido a sus claras premisas racistas y antidemocráticas, el Comité Electoral Central de Israel no permitió a Kach presentarse en las elecciones a la Knéset de 1988, en las que las encuestas le daban 100.000 votos y entre 3 y 4 escaños.

## Asesinato
En noviembre de 1990, Kahane pronunció un discurso ante una audiencia de judíos en su mayoría ortodoxos de Brooklyn (Nueva York, EE. UU.), donde advirtió a los judíos estadounidenses que emigraran a Israel antes de que fuera «demasiado tarde». Mientras una multitud se reunía alrededor de Kahane en la sala de conferencias del segundo piso del New York Marriott East Side de Midtown Manhattan, Kahane fue asesinado por El Sayyid Nosair, un ciudadano estadounidense nacido en Egipto. Inicialmente, fue acusado y absuelto del asesinato. Posteriormente, Nosair fue condenado por el asesinato en el Tribunal de Distrito de EE. UU. por su participación en el atentado del World Trade Center de 1993. Los fiscales pudieron volver a juzgar a Nosair por el asesinato porque la acusación federal incluía el asesinato como parte de la supuesta conspiración terrorista. Fue sentenciado a cadena perpetua y luego hizo una confesión a agentes federales.
Kahane fue enterrado en Monte del Descanso, en Jerusalén. Fue elogiado por simpatizantes tanto en EE. UU. como en Israel, incluido el rabino Moshe Tendler y el gran rabino sefardí de Israel, Mordechai Eliyahu, quien habló de lo poco que la gente entendía del verdadero valor de Kahane.
En ese momento se creía que el asesinato de Kahane por parte de Nosair fue un crimen de odio antisemita. En años posteriores, sin embargo, las acciones de Nosair han sido revaluadas como uno de los primeros ejemplos de terrorismo islámico en los Estados Unidos.

## Después de su muerte
Tras la muerte de Kahane, su partido se dividió en dos facciones: Kahane Chai (Kahane vive), liderado por su hijo Binyamin Kahane, y Kach, dirigido en primer lugar por el Rabino Avraham Toledano y luego por Baruch Marzel. El 25 de febrero de 1994, un exmiembro de la Jewish Defense League y ferviente admirador de Kahane, el doctor estadounidense Baruch Goldstein, se adentró en la Mezquita de Ibrahim de la ciudad palestina de Hebrón y disparó su fusil de asalto contra los fieles que oraban en ella. Mató a 29 personas e hirió a otros 125 antes de que la multitud lo detuviese y lo golpease hasta la muerte. Tras este ataque, tanto Kahane Chai como Kach fueron ilegalizados en Israel, aunque muchos de sus líderes siguieron en la actividad política. En 2013, Baruch Marzel y Michael Ben Ari, exlíderes de Kach, formaron el partido Poder Judío (Otzma Yehudit), que concurrió a las elecciones de abril de 2019 en una alianza auspiciada por Benjamin Netanyahu. Kach figura actualmente en la lista de organizaciones terroristas del gobierno de los Estados Unidos, la Unión Europea y Canadá.

## Ideología
Kahane sostuvo que había una gloria en el destino judío, que se lograba mediante la observancia de la Torá y la halajá (ley judía). Observó que "la democracia y el judaísmo no son lo mismo".Kahane opinaba que un estado judío y una democracia occidental eran incompatibles, ya que la democracia occidental es ciega a la religión, y un estado judío está orientado a la religión por su propio nombre. Temía que los ciudadanos no judíos se convirtieran en mayoría y votaran en contra del carácter judío del estado: "La cuestión es la siguiente: si los árabes se establecen entre nosotros y tienen suficientes hijos para convertirse en mayoría, ¿seguirá siendo Israel un estado judío? ¿Tenemos que aceptar que la mayoría árabe decida?". También dijo que "no se puede tener sionismo y democracia al mismo tiempo... la democracia occidental tiene que ser descartada. Para mí, eso es algo claro: no se trata de establecer una democracia en Israel, porque democracia significa igualdad de derechos para todos, independientemente de los orígenes raciales o religiosos".
Kahane propuso un "intercambio de poblaciones" que continuaría el éxodo judío de las tierras árabes: "Un total de unos 750.000 judíos huyeron de las tierras árabes desde 1948. Seguramente es hora de que los judíos, preocupados por el enorme crecimiento de los árabes en Israel, consideren terminar el intercambio de poblaciones que comenzó hace 35 años". Kahane propuso un plan de compensación de 40.000 dólares para los árabes que se fueran voluntariamente, y la expulsión forzosa para aquellos que "no quisieran irse". Alentó la violencia vengativa contra los árabes que atacaran a los judíos: "Apruebo a cualquiera que cometa tales actos de violencia. Realmente, no creo que podamos quedarnos sentados y ver a los árabes arrojar piedras a los autobuses cuando les da la gana. Deben entender que una bomba arrojada a un autobús judío significará una bomba arrojada a un autobús árabe".
En algunos de sus escritos, Kahane argumentó que Israel nunca debería iniciar una guerra por territorio, pero que si se iniciara una guerra contra Israel, se debería anexar el territorio bíblico.Sin embargo, en una entrevista, definió las "fronteras mínimas" de Israel de la siguiente manera: "El límite sur llega hasta El Arish, que abarca todo el norte del Sinaí, incluido Yamit. Al este, la frontera corre a lo largo de la parte occidental de la orilla oriental del río Jordán, por lo tanto, parte de lo que ahora es Jordania. Eretz Israel también incluye parte del Líbano y ciertas partes de Siria, y parte de Irak, hasta el río Éufrates". Cuando los críticos sugirieron que seguir los planes de Kahane significaría una guerra perpetua entre judíos y árabes, Kahane respondió: "Habrá una guerra perpetua. Con o sin Kahane".

## Apoyo
- Shlomo Aviner afirmó que Kahane era un hombre justo que demostró autosacrificio por la nación judía y también se refirió a él como un "héroe de la Torá" cuyas palabras estaban basadas en fuentes de la Torá.[19]
- Herbert Bomzer se refirió a Kahane como "verdaderamente inmerso en la Torá todo el tiempo".[19]
- Irving M. Bunim fue un gran partidario y admirador de Kahane.[20]
- Shlomo Carlebach y Kahane organizaron una de las primeras conferencias noájidas en la década de 1980 para no judíos que deseaban aceptar las leyes noájidas.[21]
- Bob Dylan hizo comentarios positivos sobre Kahane. En una entrevista de 1971 para la revista Time, Dylan dijo: "Es un tipo realmente sincero. Realmente lo ha logrado todo".[22][23]Según Kahane, Dylan asistió a varias reuniones de la Liga de Defensa Judía para averiguar "de qué se trata todo esto",[24]y comenzó a tener conversaciones con el rabino.[25]Posteriormente, Dylan restó importancia al alcance de su contacto con Kahane.[26]
- Mordechai Eliyahu fue uno de los partidarios más acérrimos de Kahane. Escribió una entusiasta elogio a uno de sus libros y lo elogió en su funeral en términos mesiánicos.[27]
- Zvi Yehuda Kook apoyó a Kahane en su candidatura para un escaño en la Knesset. En su carta de apoyo a Kahane, Kook declaró: "La presencia del rabino Meir Kahane y sus palabras inflexibles desde la tribuna de la Knesset sin duda sumarán fuerza y valor a la lucha obligatoria en nombre de toda la Tierra de Israel".[28]
- Yosef Mendelevitch dijo: "Kahane era un representante para nosotros. Sus actividades nos hacían sentir bien. Sus acciones demostraban que a los judíos les importaba. Sus acciones pueden haber sido controvertidas, pero su papel fue muy importante. Era un símbolo para los judíos rusos".[29]
- Aaron Rakeffet-Rothkoff dijo: "No se pueden imaginar la influencia que Kahane tuvo en tantos jóvenes. Kahane era un talmid chacham (erudito de la Torá) al que todos admirábamos".[19]
- Menachem Mendel Schneerson apoyó a Kahane en muchos temas relacionados con Israel, incluyendo la cuestión de los árabes, la cesión de tierras, la construcción de asentamientos y la incorporación de la ley judía a la política israelí. Después de enterarse de la muerte de Kahane, Schneerson comentó que «uno de los más grandes líderes judíos de la historia ha caído». Más tarde bendijo al hijo de Kahane para que tuviera éxito en el cumplimiento de la obra de su «santo padre».[19]
- Avraham Shapira afirmó que Kahane era parte inseparable del judaísmo ortodoxo. Más tarde apoyó abiertamente el movimiento Estado de Judea de Kahane.[19]
- Después de que el Partido Kach fuera ilegalizado, un miembro del grupo terrorista Sicarii prometió lealtad a Kahane y su partido político durante una llamada telefónica.[30]
- Ahron Soloveichik afirmó: «Lo que dijo Kahane era absolutamente correcto, sólo que no lo decimos porque el mundo nos criticaría, pero alguien tenía que decirlo».[19]
- Noach Weinberg quería contratar a Kahane para su personal.[19]
- Ya'akov Yosef describió a Kahane como alguien que cumplió su rol fielmente. Declaró que «debemos aprender de sus grandes acciones para que podamos aprender el camino de la Torá».[19]
- El ministro de Seguridad israelí Itamar Ben-Gvir visitó su tumba en noviembre de 2024, lo que provocó que el Departamento de Estado de Estados Unidos emitiera una declaración condenándolo en estos términos: «Como hemos dicho en ocasiones anteriores y similares, celebrar el legado de un terrorista y de una organización terrorista es aborrecible. Condenamos enérgicamente cualquier intento de encubrir actos de terrorismo».[31]